# Niveau de Fermi
Ne doit pas être confondu avec Énergie de Fermi.
Pour les articles homonymes, voir Fermi.
Le niveau de Fermi est une caractéristique propre à un système qui traduit la répartition des électrons dans ce système en fonction de la température. La notion de niveau de Fermi est utilisée en physique et en électronique, notamment dans le cadre du développement des composants semi-conducteurs.
Concrètement, le niveau de Fermi est une fonction de la température mais il peut être considéré, en première approximation, comme une constante, laquelle équivaudrait alors au niveau de plus haute énergie occupé par les électrons du système à la température de 0 K.

## Répartition des électrons autour du niveau de Fermi
Le niveau de Fermi est une caractéristique indispensable pour connaître la répartition des électrons en fonction de l'énergie et ce quelle que soit la température.
En effet, les électrons (qui sont des fermions) obéissent à la statistique d'occupation des niveaux d'énergie de Fermi-Dirac
{\displaystyle f(E)={\frac {1}{1+\exp {\frac {(E-\mu )}{k_{B}T}}}}}
où {\displaystyle \mu } représente le potentiel chimique des électrons, {\displaystyle T} est la température, {\displaystyle k_{B}} est la constante de Boltzmann et {\displaystyle f(E)} traduit la probabilité d'occupation du niveau par des électrons. À T=0 K, le potentiel chimique est l'énergie de Fermi, EF, mais à plus haute température, il suit une fonction décroissante de la température.
Cette formule qui donne la statistique d'occupation des niveaux d'énergie par les fermions permet de mettre en avant différents points concernant le niveau de Fermi et la répartition énergétique des électrons :
- À T = 0 K, la statistique d'occupation des électrons est en marche d'escalier ; T=0, donc le facteur exponentiel est infini, mais son signe dépend de la différence entre l'énergie et le potentiel chimique, soit l'énergie de Fermi à cette température :
  - si E est inférieur à µ, le facteur dans l'exposant de l'exponentielle tend vers -∞, donc l'exponentielle vers 0, et f(E) vers 1, tous les états sont occupés
  - si E est supérieur à µ, le facteur dans l'exposant de l'exponentielle tend vers +∞, donc l'exponentielle vers +∞, et f(E) vers 0, tous les états sont inoccupés
- À toutes les autres températures, la répartition des électrons a une symétrie par rapport au niveau de Fermi, en ce sens que la somme des probabilités d'occupation de deux niveaux d'énergie symétriques par rapport au niveau de Fermi est unité. Et la probabilité d'occupation du niveau de Fermi par les électrons est 1/2.